# Gulfstream Aerospace
Gulfstream Aerospace Corporation es un constructor de aviones. Gulfstream es una filial de General Dynamics desde 2001. 
La fábrica principal de Gulfstream se encuentra en Savannah, Georgia, Estados Unidos. Otras instalaciones están ubicadas a todo lo ancho de Estados Unidos, incluyendo Appleton, Brunswick, Dallas, Las Vegas, Long Beach, Minneapolis, Washington D. C., Westfield, y West Palm Beach. Gulfstream actualmente cuenta con dos instalaciones fuera de los Estados Unidos, una en Luton, Inglaterra y otra en Mexicali, México. 
Algunas de las instalaciones de Gulfstream están compartidas con GDAS (General Dynamics Aviation Services), especialmente las de Dallas, Las Vegas, Minneapolis, Westfield y West Palm Beach. 
La compañía ha ensamblado más de 1.500 aviones ejecutivos, gubernamentales, privados y militares. Más del 25% de las quinientas compañías más importantes del mundo opera aviones Gulfstream, y mientras los Gulfstream están considerados desde hace tiempo como unos de los más prestigiosos aviones ejecutivos grandes (pesados) (con Learjet quizá siéndolo de los ejecutivos pequeños) la imagen de Gulfstream se ha visto seriamente dañada en 2009 cuando los autónomos decidieron utilizar aviones privados para llegar a Washington D. C. para discutir con el gobierno los altos costes - creando una respuesta pública llamada "No hay avión - No hay beneficio" de la NBAA.

## Historia
La primera vez que apareció la marca Gulfstream fue en 1957, cuando Grumman Aircraft Engineering Co. completó el diseño del Gulfstream I turbohélice, el primer avión ejecutivo comercializado por Grumman; hasta este momento Grumman fue principalmente conocido por la producción de aviones militares. El Gulfstream I turbohélice, que efectuó su primer vuelo el 14 de agosto de 1958, fue tan exitoso que Grumman desarrolló un avión ejecutivo turborreactor, el Gulfstream II.
En 1967, Grumman separó sus divisiones civil y militar, y movió la producción de Gulfstream ejecutivos a Savannah. La nueva instalación, ubicada en el aeropuerto de Savannah, albergó tanto la producción como las pruebas de vuelo del Gulfstream II, con una plantilla de cien personas. A finales de 1968, había más de 1000 empleados.
En 1969, el 200.º y último Gulfstream I fue entregado. La producción del Gulfstream II se incrementó en los setenta hasta que se entregó el último, el 256.º en 1977.

### Gulfstream Aerospace
En 1978, Grumman vendió la línea de ensamblaje del Gulfstream y todas sus operaciones en Savannah a American Jet Industries, dirigida por Allen Paulson. Paulson se convirtió en director, y rebautizó la compañía como Gulfstream America. Paulson trabajó duramente en el desarrollo del Gulfstream III, que efectuó su primer vuelo en 1979. La adquisición del programa Aero Commander de Rockwell completó la formación de la nueva Gulfstream Aerospace.
La instalación de Savannah creció hasta emplear a 2.500 personas en 1982, cuando el nombre de la compañía fue cambiado a Gulfstream Aerospace Corp. El 8 de abril de 1983, las acciones de Gulfstream fueron ofrecidas públicamente por primera vez en su historia. La compañía debutó en bolsa en la lista del Fortune 500 como Nº 417 en 1985, y ese mismo año Chrysler adquirió Gulfstream como parte de su programa de diversificación de negocio. En 1989, sin embargo, Paulson junto con Forstmann Little & Co. recompró la compañía por 825 millones de dólares.
La compañía continuó creciendo en los noventa, y firmó un contrato de cinco años con NetJets en 1994. En 1995 Gulfstream introdujo el Gulfstream V, y dos años más tarde, comenzó a producir el Gulfstream IV-SP junto con el Gulfstream V.

### General Dynamics
En 1999, General Dynamics efectuó una oferta de 5000 millones de dólares por Gulfstream, y la adquisición fue aprobada por los accionistas.  
En 2001 Gulfstream adquirió Galaxy Aerospace e introdujo la línea de producción de Galaxy bajo la marca Gulfstream. El Astra SPX de mediano tamaño cambió su nombre al de G100 y el Galaxy de medio-gran tamaño se convirtió en el G200. Al año siguiente la compañía renombró todos sus productos utilizando números arábigos: el Gulfstream V se convirtió en el G550, mientras el Gulfstream IV fue rebautizado como G300 y el Gulfstream IV-SP pasó a ser el G400.
En 2003 el Gulfstream 450 fue presentado como reemplazo del G400. En respuesta a la crisis económica posterior a los Ataques del 11 de septiembre de 2001 Gulfstream despidió a 1000 empleados y cerró la instalación de producción en Savannah durante cuatro semanas, desde el 30 de junio al 27 de julio de 2003.
En 2004 Gulfstream fue premiado con el Trofeo Collier por el desarrollo del G550. El G550 es el primer avión civil en incluir un Sistema de Visión Aumentada (FLIR) como equipamiento estándar. En marzo del mismo año el G350, una versión de corto alcance del G450, fue presentado.
En 2005 Gulfstream se convirtió en el primer constructor de reactores de negocio en ofrecer una conexión a internet de alta velocidad en vuelo, a través de un BBML (Multienlace de Banda Ancha). En colaboración con la Lockheed-Martin y la NASA, Gulfstream desarrolló y patentó la Punta Silenciosa, una nariz telescópica diseñada para reducir la explosión sónica que causa el avión al superar la barrera del sonido.
En 2006 fue concluida la producción del G100 tras 22 años, y el G150 entró en servicio para cubrir su puesto. Gulfstream también anunció una ampliación de su planta de Savannah: el plan de siete años y valorado en 400 millones de dólares incluye un nuevo centro de ventas y diseño, un centro de servicio de 58 000 metros cuadrados y la creación de más de 1.100 nuevos empleos.

## Productos

### Productos actuales
En 2009, Gulfstream produce seis modelos de avión privado:
- Gulfstream G150 - basado en el IAI Astra SPX.
- Gulfstream G200 - basado en el IAI Galaxy.
- Gulfstream G250 - basado en el G200.
- Gulfstream G350/G450 - basado en el Gulfstream IV-SP.
- Gulfstream G500/G550 - basado en el Gulfstream V.
- Gulfstream G650 - nuevo reactor ejecutivo de cabina ancha.

### Productos antiguos
- Gulfstream G100 - reactor ejecutivo bimotor
- Grumman Gulfstream I - avión turbohélice ejecutivo bimotor.
- Grumman Gulfstream II - reactor ejecutivo bimotor
- Gulfstream III - reactor ejecutivo bimotor
- Gulfstream IV - reactor ejecutivo bimotor.
- Gulfstream V - reactor ejecutivo bimotor
- Gulfstream G300 - reactor ejecutivo bimotor
- Gulfstream G400 - reactor ejecutivo bimotor